# Robert Roth (Offizier)
Robert Roth (* 27. September 1813 in Mühlburg; † 10. April 1885 in Gernsbach) war ein nassauischer Generalmajor.

## Leben
Roth begann seine militärische Ausbildung im Jahr 1828 mit dem Eintritt in das Kadettenkorps seines Heimatlands Baden. 1835/36 diente er als Sekondeleutnant im Linieninfanterieregiment von Stockhorn Nr. 4 der Badischen Armee. 1836 quittierte er dort seinen Dienst und nahm als Hauptmann der carlistischen Seite am Ersten Carlistenkrieg teil. 1837 wurde er zum Oberst im Geniekorps ernannt.
Im Jahr 1840 trat Roth als Hauptmann im Generalstab in die Herzoglich Nassauische Armee ein, wo er bis 1849 diente. Parallel beaufsichtigte er als Gouverneur die Ausbildung des Prinzen und späteren preußischen Generals Nikolaus Wilhelm zu Nassau. Wohl wegen dieser Funktion wurde er 1843 zum Major à la suite ernannt. Roth scheint beim Landesherrscher Herzog Adolph hoch angesehen gewesen zu sein. Er wurde auf Adolphs persönliche Anweisung hin bei Beförderungen bevorzugt und erhielt besondere Zulagen zum Sold.
Von 1849 an führte Roth den Majorsrang im Generalstab und wurde 1854 als Major zum Kommandeur des 1. Infanterieregiments ernannt. 1855 wurde Roth zum Oberst ernannt. 1865 erfolgte die Ernennung zum Generalmajor zugleich mit der Verleihung des Kommandos über die einzige nassauische Brigade.
1866 führte er seinen Verband im Deutschen Krieg und war damit der einzige nassauische General, der in dieser Auseinandersetzung tatsächlich im Feld stand. Nach der Niederlage gegen Preußen zog Roth sich noch 1866 als Pensionär zunächst nach Karlsruhe, dann nach Gernsbach zurück.

## Auszeichnungen
- Ferdinandsorden III. Klasse (Stern)
- Orden de Isabel la Católica (Ritter)
- Orden Karls III. (Ritter)
- Militär- und Zivildienst-Orden Adolphs von Nassau, Komtur 2. Klasse mit Schwertern
- Nassauisches Dienstehrenzeichen für Offiziere nach 25 Dienstjahren
- Herzoglich Nassauisches Feldzeichen 1866
- Schlachtenkreuze von Oriamendi, Huesca und Villar de los Navarros